# Ryōsuke Sakazume
Ryōsuke Sakazume (jap. 坂爪 亮介, Sakazume Ryōsuke, * 21. März 1990 in Ōta) ist ein japanischer Shorttracker.

## Werdegang
Sakazume startete international erstmals im Oktober 2008 in Salt Lake City im Weltcup und belegte dabei die Plätze 28 und 24 je über 1500 m. In der Saison 2010/11 wurde er Vierter bei den Teamweltmeisterschaften in Warschau und gewann bei den Winter-Asienspielen 2011 in Astana die Bronzemedaille über 500 m und die Silbermedaille mit der Staffel. Im Dezember 2010 erreichte er in Changchun mit dem dritten Platz über 500 m seine erste Podestplatzierung im Weltcup. Bei den Weltmeisterschaften 2013 in Budapest errang er den neunten Platz im Mehrkampf. Im folgenden Jahr lief er bei den Olympischen Winterspielen in Sotschi auf den 24. Platz über 1500 m und auf den 22. Rang über 1000 m. Bei den Weltmeisterschaften 2016 in Seoul kam er auf den 34. Platz im Mehrkampf und bei den Weltmeisterschaften 2017 in Rotterdam auf den 20. Rang im Mehrkampf. Im Februar 2017 holte er bei den Winter-Asienspielen in Sapporo die Bronzemedaille mit der Staffel. Zu Beginn der Saison 2017/18 erreichte er beim Weltcup in Budapest den dritten Platz mit der Staffel. Im weiteren Saisonverlauf belegte er bei den Olympischen Winterspielen 2018 in Pyeongchang den achten Platz über 500 m, den siebten Rang mit der Staffel und den fünften Platz über 1000 m. Bei den Weltmeisterschaften in Montreal gewann er die Bronzemedaille mit der Staffel. Zudem lief er dort auf den 12. Platz im Mehrkampf.

## Persönliche Bestzeiten
- 500 m      40,434 s (aufgestellt am 22. Februar 2018 in Gangneung)
- 1000 m    1:23,608 min (aufgestellt am 18. März 2018 in Montreal)
- 1500 m    2:15,096 min (aufgestellt am 6. Dezember 2008 in Nagano)
- 3000 m    5:05,964 min (aufgestellt am 19. März 2011 in Warschau)